# Martin Mystère: Operation Dorian Gray
 Ovo je glavno značenje pojma Martin Mystère: Operation Dorian Gray. Za druga značenja pogledajte Martin Mystère (razdvojba).
Martin Mystère: Operation Dorian Gray je videoigra utemeljena na talijanskom stripu Martin Mystère. U Sjedinjenim američkim državama igra je poznata i pod nazivom Crime Stories.

## Sadržaj
Martin i njegova supruga Diana žive na Manhattanu zajedno sa svojim prijateljem i pomoćnikom Javom, koji je napustio Grad prozirnih sjenki u mongolskim planinama Hangaj da bi slijedio Martina na njegovim pustolovinama. Martinov najnoviji slučaj započinje prilično sumnjivim telefonskim pozivom od inspektora Travisa. MIT-ov glasoviti profesor Eulemberg pronađen je mrtav u svojoj vili, i Travis zamoli Martina je da istraži to. Iako se na prvi pogled čini da je u pitanju "normalno" ubojstvo, Martin će uskoro otkriti da je profesorov pomoćnik Alexander istraživao astečko arheološko nalazište u Meksiku, te da je Eulemberg bio na pragu otkrica vječne mladosti, ali za koju je zainteresiran i dijabolični Mister Jinx.